# 彭比纳山谷省级公园

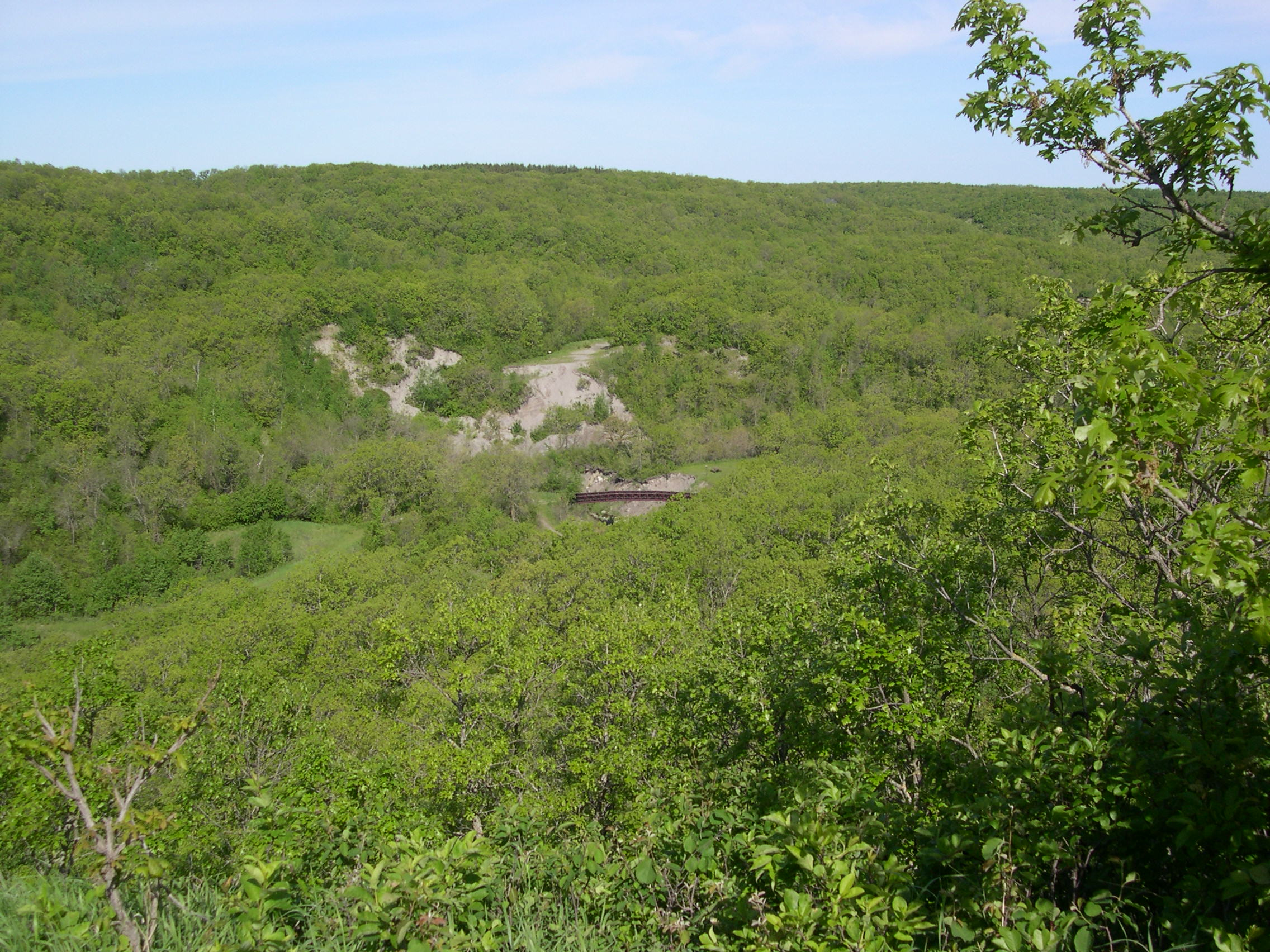
彭比纳山谷的眺望台。

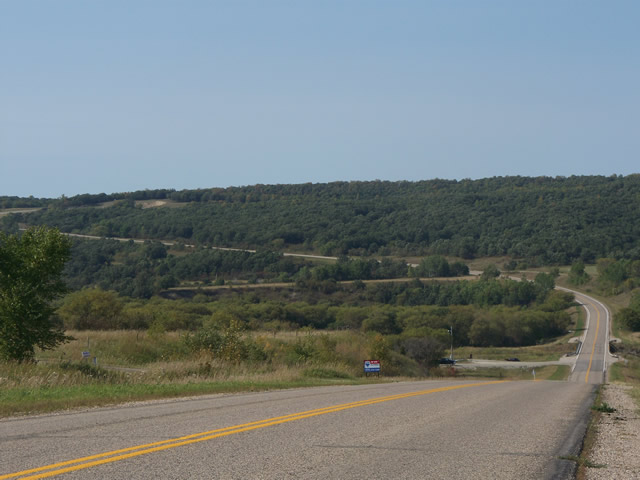
31号公路横跨山谷

彭比纳山谷省级公园（Pembina Valley Provincial Park） 是一个位于加拿大曼尼托巴省南部的一个省级公园，占地440英亩（180公顷或1.8平方千米）。具体位置是Morden市西南47公里处，经3号公路转201公路或者31号公路向南，三条公路大约形成了公园的边界。公园与2001年10月5日正式开放，由加拿大自然保护协会的加里·多尔（Gary Doer）和詹姆斯·理查德森（James Armstrong Richardson）主持开幕式。彭比纳山谷省级公园省立公园是曼尼托巴省第75个省级公园。公园大约有12.7公里的远足路线。 2009年，公园增加了一个24米（80英尺）的单跨钢桥和9米（30英尺）高的观测塔。加拿大A Rocha公司在公园毗邻的地方开设了一个占地的100英亩的实地研究中心，并协助公园工作人员指导游客的游览路线。 A Rocha公司为儿童，青少年和教育工作者提供基于野外的学习计划。他们还经营一家B&B宾馆，该宾馆赢得了彭比纳山谷旅游2010年的“杰出奖”，对于去往公园游览的游客该宾馆是一个十分方便的落脚点。